# Copa Libertadores 1981
W dwudziestej drugiej edycji Copa Libertadores udział wzięło 21 klubów reprezentujących wszystkie kraje zrzeszone w CONMEBOL. Każde z 10 państw wystawiło po 2 kluby, nie licząc broniącego tytułu urugwajskiego klubu Club Nacional de Football, który awansował do półfinału bez gry.
Nacional nie tylko nie zdołał obronić tytułu, ale nie awansował nawet do finału, przegrywając rywalizację z rewelacją turnieju – chilijskim klubem CD Cobreloa. Cobreloa w półfinałowej grupie obok Nacionalu wyeliminowała drugi urugwajski klub – CA Peñarol. Następnie w finale zmierzyła się z brazylijskim klubem CR Flamengo, stawiając twardy opór. Dopiero w trzecim meczu Flamengo przechyliło szalę na swoją stronę i po raz pierwszy w swej historii sięgnęło po najważniejsze klubowe trofeum Ameryki Południowej.
W pierwszym etapie 20 klubów podzielono na 5 grup po 4 drużyny. Z każdej grupy do następnej rundy awansował tylko zwycięzca. Jako szósty klub do półfinału awansował broniący tytułu Nacional.
W następnej, półfinałowej rundzie, 6 klubów podzielono na 2 grupy liczące po 3 drużyny. Do finału awansowali zwycięzcy obu grup.
W tej edycji Pucharu Wyzwolicieli obok klubu Cobreola znakomicie spisał się także kolumbijski klub Deportivo Cali. Jedynym klubem, który nie poniósł porażki, był brazylijski zespół Clube Atlético Mineiro – nie wystarczyło to jednak, by awansować do fazy półfinałowej.

## 1/4 finału

### Grupa 1Argentyna,Kolumbia
| 18.03 Rosario Central – River Plate 0:1 - Norberto Alonso                                                                                          |
| 25.03 Atlético Junior – Deportivo Cali 1:0 - Óscar Fornari                                                                                         |
| 31.03 Atlético Junior – River Plate 0:0 |
| 31.03 Deportivo Cali – Rosario Central 1:0 - Ernesto Juan Álvarez                                                                                  |
| 03.04 Atlético Junior – Rosario Central 1:2 - Óscar Emilio Bolaño – Víctor Marchetti, Eduardo Bacas                                                |
| 03.04 Deportivo Cali – River Plate 2:1 - Alberto de Jesús Benítez, Willington Ortiz – Daniel Alberto Passarella                                    |
| 09.04 Deportivo Cali – Atlético Junior 4:1 - Ernesto Juan Álvarez, Ricardo Ruíz Moreno, Alberto de Jesús Benítez, Horacio Capiello – Óscar Fornari |
| 22.04 River Plate – Deportivo Cali 1:2 - Mario Kempes – Astolfo Romero, Willington Ortiz                                                           |
| 22.04 Rosario Central – Atlético Junior 5:0 - Félix Lorenzo Orte (2), Eduardo Bacas, Víctor Marchetti, Jorge Alberto García                        |
| 24.04 River Plate – Atlético Junior 3:0 - Ramón Ángel Díaz, D. A. Galván s, Daniel Luján Lonardi                                                   |
| 24.04 Rosario Central – Deportivo Cali 2:1 - Félix Lorenzo Orte, Víctor Marchetti – Ricardo Ruíz Moreno                                            |
| 19.05 River Plate – Rosario Central 3:2 - Pedro Alexis González, Ramón Ángel Díaz (2) – Víctor Marchetti, Edgardo Bauza                            |

| Klub            | Mecze | Zw | Rem | Por | Pkt | BrZd | BrStr |
| --------------- | ----- | -- | --- | --- | --- | ---- | ----- |
| Deportivo Cali  | 6     | 4  | 0   | 2   | 8   | 10   | 6     |
| River Plate     | 6     | 3  | 1   | 2   | 7   | 9    | 6     |
| Rosario Central | 6     | 3  | 0   | 3   | 6   | 11   | 7     |
| Atlético Junior | 6     | 1  | 1   | 4   | 3   | 3    | 14    |

### Grupa 2Urugwaj,Wenezuela
| 25.03 CA Peñarol – CA Bella Vista 3:1 - Rodolfo Abalde, Ernesto Vargas, Rubén Walter Paz – Francisco Rosendo                                     |
| 05.04 Estudiantes Mérida – Portuguesa FC 1:1 - Juan José Scarpeccio – Carlos Núñez                                                               |
| 22.04 Portuguesa FC – CA Peñarol 0:1 - William Salas s                                                                                           |
| 22.04 Estudiantes Mérida – CA Bella Vista 1:4 - Mario Napilotti – Amaro Nadal (2), Heber Bueno, Pablo Alonso                                     |
| 26.04 Portuguesa FC – CA Bella Vista 0:4 - Pablo Alonso (2), Amaro Nadal, Francisco Rosendo                                                      |
| 26.04 Estudiantes Mérida – CA Peñarol 0:2 - Venancio Ramos, Miguel Falero                                                                        |
| 03.05 Portuguesa FC – Estudiantes Mérida 0:0 |
| 06.05 CA Bella Vista – CA Peñarol 0:0 |
| 13.05 CA Peñarol – Portuguesa FC 3:0 - Alfredo Arias (2), Rubén Walter Paz                                                                       |
| 13.05 CA Bella Vista – Estudiantes Mérida 3:1 - Heber Bueno (2), Amaro Nadal – Juan Carlos García                                                |
| 17.05 CA Bella Vista – Portuguesa FC 4:0 - Pablo Alonso (2), Amaro Nadal, Francisco Rosendo                                                      |
| 18.05 CA Peñarol – Estudiantes Mérida 4:2 - Rodolfo Abalde, Ernesto Vargas, Rubén Walter Paz, Miguel Falero – Vicente Flores, Juan Carlos García |

| Klub               | Mecze | Zw | Rem | Por | Pkt | BrZd | BrStr |
| ------------------ | ----- | -- | --- | --- | --- | ---- | ----- |
| CA Peñarol         | 6     | 5  | 1   | 0   | 11  | 13   | 3     |
| CA Bella Vista     | 6     | 4  | 1   | 1   | 9   | 16   | 5     |
| Estudiantes Mérida | 6     | 0  | 2   | 4   | 2   | 5    | 14    |
| Portuguesa FC      | 6     | 0  | 2   | 4   | 2   | 1    | 13    |

### Grupa 3Brazylia,Paragwaj
| 03.07 Clube Atlético Mineiro – CR Flamengo 2:2 - Éder (2) – Nunes, Marinho                         |
| 07.07 Cerro Porteño – Club Olimpia 0:0                                                             |
| 14.07 CR Flamengo – Cerro Porteño 5:2 - Zico (2), Nunes (2), Baroninho – Dos Santos, Jiménez       |
| 17.07 Club Olimpia – Clube Atlético Mineiro 0:0                                                    |
| 21.07 Cerro Porteño – Clube Atlético Mineiro 0:1 - Éder                                            |
| 24.07 CR Flamengo – Club Olimpia 1:1 - Adílio – Alicio Solalinde                                   |
| 28.07 Clube Atlético Mineiro – Club Olimpia 1:0 - Palinha                                          |
| 31.07 Clube Atlético Mineiro – Cerro Porteño 2:2 - Reinaldo, Vaguinho – Orlando s, Juvencio Osorio |
| 07.08 CR Flamengo – Clube Atlético Mineiro 2:2 - Nunes, Tita – Palinha, Reinaldo                   |
| 08.08 Club Olimpia – Cerro Porteño 0:3 - Franco (2), Jiménez                                       |
| 11.08 Cerro Porteño – CR Flamengo 2:4 - Milton Acosta, Jiménez – Zico (3), Baroninho               |
| 14.08 Club Olimpia – CR Flamengo 0:0                                                               |

- Z powodu równej liczby punktów rozegrano dodatkowy mecz w Goiânii

| 21.08 CR Flamengo – Clube Atlético Mineiro 0:0 - Mecz przerwano w 37 minucie – 5 graczy Atlético Mineiro zostało wydalonych z boiska. Wynik pozostawiono, a Flamengo awansował dzięki lepszej różnicy bramkowej |

| Klub                   | Mecze | Zw | Rem | Por | Pkt | BrZd | BrStr |
| ---------------------- | ----- | -- | --- | --- | --- | ---- | ----- |
| CR Flamengo            | 6     | 2  | 4   | 0   | 8   | 14   | 9     |
| Clube Atlético Mineiro | 6     | 2  | 4   | 0   | 8   | 8    | 6     |
| Cerro Porteño          | 6     | 1  | 2   | 3   | 4   | 9    | 12    |
| Club Olimpia           | 6     | 0  | 4   | 2   | 4   | 1    | 5     |

### Grupa 4Boliwia,Ekwador
| 29.03 Club Jorge Wilstermann – Club The Strongest 3:2 - Víctor Eduardo Villalón, Patricio Aveiro, Gastón Taborga – Oropeza, Ignacio „Negro” Peña |
| 29.03 Barcelona SC – Técnico Universitario Ambato 2:1 - Wilson Nieves (2) – Fabián Vicente Burbano                                               |
| 04.04 Técnico Universitario Ambato – Club Jorge Wilstermann 1:2 - Fabián Vicente Burbano – Olmedo, Gastón Taborga                                |
| 05.04 Barcelona SC – Club The Strongest 2:1 - Epannor, Escurinho – Ignacio „Negro” Peña                                                          |
| 08.04 Técnico Universitario Ambato – Club The Strongest 2:3 - Jiménez, Gorky Revelo – Pablo Pekerman, Acosta, Eduardo Angulo                     |
| 08.04 Barcelona SC – Club Jorge Wilstermann 3:0 - Epannor (2), Wilson Nieves                                                                     |
| 12.04 Club Jorge Wilstermann – Técnico Universitario Ambato 3:1 - Jairzinho, Olmedo, Gastón Taborga – Fabián Vicente Burbano                     |
| 12.04 Club The Strongest – Barcelona SC 1:0 - Windsor Del Llano                                                                                  |
| 19.04 Club Jorge Wilstermann – Barcelona SC 1:0 - Jairzinho                                                                                      |
| 19.04 Club The Strongest – Técnico Universitario Ambato 4:2 - Oropeza (2), Carlos Camargo, Peña – Fabián Vicente Burbano, Gorky Revelo           |
| 26.04 Club The Strongest – Club Jorge Wilstermann 2:0 - Eduardo Angulo, Acosta                                                                   |
| 26.04 Técnico Universitario Ambato – Barcelona SC 4:1 - Gorky Revelo, Eduardo Angulo, Rasso, Geovanny Mera – Flavio Perlaza                      |

- z powodu równej liczby punktów rozegrano mecz o pierwsze miejsce:

| 08.05 Club Jorge Wilstermann – Club The Strongest 4:1 - Jairzinho (2), Gastón Taborga, Freddy Salguero – Gilberto |

| Klub                         | Mecze | Zw | Rem | Por | Pkt | BrZd | BrStr |
| ---------------------------- | ----- | -- | --- | --- | --- | ---- | ----- |
| Club Jorge Wilstermann       | 6     | 4  | 0   | 2   | 8   | 9    | 9     |
| Club The Strongest           | 6     | 4  | 0   | 2   | 8   | 13   | 9     |
| Barcelona SC                 | 6     | 3  | 0   | 3   | 6   | 8    | 8     |
| Técnico Universitario Ambato | 6     | 1  | 0   | 5   | 2   | 11   | 15    |

### Grupa 5Chile,Peru
| 18.03 Club Sporting Cristal – Atlético Torino Talara 2:1 - Carrizales s, Héctor Chumpitaz – Vitonera                                                   |
| 18.03 Club Universidad de Chile – CD Cobreloa 0:0 |
| 24.03 Atlético Torino Talara – CD Cobreloa 1:1 - Fernando Guerrero – Juan Núñez                                                                        |
| 24.03 Club Sporting Cristal – Club Universidad de Chile 3:2 - Julio César Uribe, Oswaldo Ramírez, Gutiérrez – Sandrino Castec, Eleazar Soria s         |
| 27.03 Atlético Torino Talara – Club Universidad de Chile 1:2 - Vitorena – Luis Alberto Ramos (2)                                                       |
| 27.03 Club Sporting Cristal – CD Cobreloa 0:0 |
| 07.04 Atlético Torino Talara – Club Sporting Cristal 1:2 - Chirinos – Julio César Uribe, Oswaldo Ramírez                                               |
| 07.04 CD Cobreloa – Club Universidad de Chile 1:0 - Jorge Luis Siviero                                                                                 |
| 10.04 CD Cobreloa – Atlético Torino Talara 6:1 - Rubén Gómez (2), Víctor Merello, Juan Núñez, Jorge Luis Siviero, Washington Olivera – Montero         |
| 10.04 Club Universidad de Chile – Club Sporting Cristal 1:1 - Jorge Luis Coch – Julio César Uribe                                                      |
| 14.04 CD Cobreloa – Club Sporting Cristal 6:1 - Jorge Luis Siviero (2), Hugo Tabilo, Raúl Gómez, Víctor Merello, Óscar Roberto Muñóz – Oswaldo Ramírez |
| 14.04 Club Universidad de Chile – Atlético Torino Talara 3:0 - Sandrino Castec (2), Alberto Fernando Quintano                                          |

| Klub                      | Mecze | Zw | Rem | Por | Pkt | BrZd | BrStr |
| ------------------------- | ----- | -- | --- | --- | --- | ---- | ----- |
| CD Cobreloa               | 6     | 3  | 3   | 0   | 9   | 14   | 3     |
| Club Sporting Cristal     | 6     | 3  | 2   | 1   | 8   | 9    | 11    |
| Club Universidad de Chile | 6     | 2  | 2   | 2   | 6   | 8    | 6     |
| Atlético Torino Talara    | 6     | 0  | 1   | 5   | 1   | 5    | 16    |

### Obrońca tytułu
| Club Nacional de Football jako obrońca tytułu awansował do 1/2 finału bez gry |

## 1/2 finału

### Grupa 1
| 02.10 Deportivo Cali – CR Flamengo 0:1 - Nunes                                                      |
| 13.10 Club Jorge Wilstermann – CR Flamengo 1:2 - René Melgar – Nunes, Tita                          |
| 16.10 Deportivo Cali – Club Jorge Wilstermann 1:0 - Rafael de Jesús Agudelo                         |
| 23.10 CR Flamengo – Deportivo Cali 3:0 - Zico (2), Chiquinho                                        |
| 27.10 Club Jorge Wilstermann – Deportivo Cali 1:1 - Gastón Taborga – Sergio Angulo                  |
| 30.10 CR Flamengo – Club Jorge Wilstermann 4:1 - Nunes, Adílio, Anselmo, Chiquinho – Gastón Taborga |

| Klub                   | Mecze | Zw | Rem | Por | Pkt | BrZd | BrStr |
| ---------------------- | ----- | -- | --- | --- | --- | ---- | ----- |
| CR Flamengo            | 4     | 4  | 0   | 0   | 8   | 10   | 2     |
| Deportivo Cali         | 4     | 1  | 1   | 2   | 3   | 2    | 5     |
| Club Jorge Wilstermann | 4     | 0  | 1   | 3   | 1   | 3    | 8     |

### Grupa 2
| 30.09 CA Peñarol – Club Nacional de Football 1:1 - Ernesto Vargas – Eduardo de La Peña                                       |
| 08.10 Club Nacional de Football – CD Cobreloa 1:2 - Julio César Morales – Héctor Puebla, Washington Olivera                  |
| 13.10 CA Peñarol – CD Cobreloa 0:1 - Washington Olivera                                                                      |
| 21.10 Club Nacional de Football – CA Peñarol 1:1 - Víctor Espárrago – Nelson Marcenaro                                       |
| 28.10 CD Cobreloa – CA Peñarol 4:2 - Rubén Gómez (2), Víctor Merello, Óscar Roberto Muñóz – Rubén Walter Paz, Ernesto Vargas |
| 04.11 CD Cobreloa – Club Nacional de Football 2:2 - Óscar Roberto Muñóz, Arsenio Luzardo s – Wilmar Cabrera, Arsenio Luzardo |

| Klub                      | Mecze | Zw | Rem | Por | Pkt | BrZd | BrStr |
| ------------------------- | ----- | -- | --- | --- | --- | ---- | ----- |
| CD Cobreloa               | 4     | 3  | 1   | 0   | 7   | 9    | 5     |
| Club Nacional de Football | 4     | 0  | 3   | 1   | 3   | 5    | 6     |
| CA Peñarol                | 4     | 0  | 2   | 2   | 2   | 4    | 7     |

## FINAŁ
| CR Flamengo – CD Cobreloa 2:1 i 0:1, dod. 2:0 |
| 13 listopada 1981 Rio de Janeiro Estádio do Maracanã (93 985) CR Flamengo – CD Cobreloa 2:1 (2:0) Sędzia: Carlos Espósito (Argentyna) Bramki: 1:0 Zico 12, 2:0 Zico 30, 2:1 Víctor Merello 65 Clube de Regatas do Flamengo: Raul Plassman – Leandro, Figueiredo, Mozer, Júnior, Andrade, Zico, Adílio, Lico (Baroninho), Nunes, Tita Club de Deportes Cobreloa: Óscar Wirth – Carlos Rojas, Mario Soto, Hugo Tabilo, Enzo Escobar, Armando Alarcón, Eduardo Jiménez, Víctor Merello, Óscar Roberto Muñoz (Rubén Gómez), Jorge Luis Siviero, Héctor Puebla |
| 20 listopada 1981 Santiago Estadio Nacional (61 721) CD Cobreloa – CR Flamengo 1:0 (0:0) Sędzia: Ramón Barreto (Urugwaj) Bramki: 1:0 Víctor Merello 79 Club de Deportes Cobreloa: Óscar Wirth – Eduardo Jiménez, Hugo Tabilo, Mario Soto, Enzo Escobar, Víctor Merello, Armando Alarcón, Rubén Gómez (Óscar Roberto Muñoz), Héctor Puebla, Jorge Luis Siviero, Washington Olivera Clube de Regatas do Flamengo: Raul Plassman – Leandro, Figueiredo, Mozer, Júnior, Andrade, Adílio, Zico, Lico (Baroninho), Nunes (Nei Dias), Tita                       |
| 23 listopada 1981 Montevideo Estadio Centenario (30 200) CR Flamengo – CD Cobreloa 2:0 (1:0) Sędzia: Roque Cerullo (Urugwaj) Bramki: 1:0 Zico 18, 2:0 Zico 79 Clube de Regatas do Flamengo: Raul Plassman – Nei Dias, Marinho, Mozer, Júnior, Leandro, Andrade, Zico, Tita, Nunes (Anselmo), Adílio Club de Deportes Cobreloa: Óscar Wirth – Hugo Tabilo, Juan Páez (Óscar Roberto Muñoz), Mario Soto, Enzo Escobar, Eduardo Jiménez, Víctor Merello, Armando Alarcón, Héctor Puebla, Jorge Luis Siviero, Washington Olivera                              |

## Klasyfikacja
Poniższa tabela ma charakter statystyczny. O kolejności decyduje na pierwszym miejscu osiągnięty etap rozgrywek, a dopiero potem dorobek bramkowo-punktowy. W przypadku klubów, które odpadły w rozgrywkach grupowych o kolejności decyduje najpierw miejsce w tabeli grupy, a dopiero potem liczba zdobytych punktów i bilans bramkowy.
| Poz                                                                      | Klub                         | Mecze | Zw | Rem | Por | Pkt | BrZd | BrStr |
| ------------------------------------------------------------------------ | ---------------------------- | ----- | -- | --- | --- | --- | ---- | ----- |
| 1                                                                        | CR Flamengo                  | 14    | 8  | 5   | 1   | 21  | 28   | 13    |
| 2                                                                        | CD Cobreloa                  | 13    | 7  | 4   | 2   | 18  | 25   | 12    |
| 3                                                                        | Deportivo Cali               | 10    | 5  | 1   | 4   | 11  | 12   | 11    |
| 4                                                                        | Club Nacional de Football    | 4     | 0  | 3   | 1   | 3   | 5    | 6     |
| 5                                                                        | CA Peñarol                   | 10    | 5  | 3   | 2   | 13  | 17   | 10    |
| 6                                                                        | Club Jorge Wilstermann       | 11    | 5  | 1   | 5   | 11  | 16   | 18    |
| 7                                                                        | CA Bella Vista               | 6     | 4  | 1   | 1   | 9   | 16   | 5     |
| 8                                                                        | Clube Atlético Mineiro       | 7     | 2  | 5   | 0   | 9   | 8    | 6     |
| 9                                                                        | Club The Strongest           | 7     | 4  | 0   | 3   | 8   | 14   | 13    |
| 10                                                                       | Club Sporting Cristal        | 6     | 3  | 2   | 1   | 8   | 9    | 11    |
| 11                                                                       | River Plate                  | 6     | 3  | 1   | 2   | 7   | 9    | 6     |
| 12                                                                       | Rosario Central              | 6     | 3  | 0   | 3   | 6   | 11   | 7     |
| 13                                                                       | Club Universidad de Chile    | 6     | 2  | 2   | 2   | 6   | 8    | 6     |
| 14                                                                       | Barcelona SC                 | 6     | 3  | 0   | 3   | 6   | 8    | 8     |
| 15                                                                       | Cerro Porteño                | 6     | 1  | 2   | 3   | 4   | 9    | 12    |
| 16                                                                       | Estudiantes Mérida           | 6     | 0  | 2   | 4   | 2   | 5    | 14    |
| 17                                                                       | Club Olimpia                 | 6     | 0  | 4   | 2   | 4   | 1    | 5     |
| 18                                                                       | Atlético Junior              | 6     | 1  | 1   | 4   | 3   | 3    | 14    |
| 19                                                                       | Técnico Universitario Ambato | 6     | 1  | 0   | 5   | 2   | 11   | 15    |
| 20                                                                       | Portuguesa FC                | 6     | 0  | 2   | 4   | 2   | 1    | 13    |
| 21                                                                       | Atlético Torino Talara       | 6     | 0  | 1   | 5   | 1   | 5    | 16    |
| Podsumowanie: 77 meczów, w tym 20 remisów, 221 bramek – 2.87 bramki/mecz |                              |       |    |     |     |     |      |       |